# Хазелиус, Артур
Артур Хазелиус (Хацелиус) (Artur Hazelius, 30 ноября 1833[…], Адольф-Фредрик, Стокгольм — 27 мая 1901, Хедвиг-Элеонора, Стокгольм) — шведский филолог, этнограф, коллекционер. 

## Биография
Окончил Уппсальский университет. Работал учителем. Участвовал в подготовке реформы шведской орфографии.
Собрал значительную коллекцию материалов по шведской этнографии.
Основатель двух крупных шведских музеев — музея под открытым небом Скансен и Музея северных стран.

### Личная жизнь
Сын армейского офицера и политика Йохана Августа Хазелиуса. Младшая сестра Дженни Сесилия (1842—1916), её дети и его племянники — журналист Сет Поппиус, агроном Даниэль Поппиус и племянница художница Минна Поппиус. Супруга Артура — София Элизабет, дочь поэта Андреаса Абрагама Графстрёма. Их единственный сын Гуннар Хазелиус (1874-1905) сменил отца на посту хранителя Северного музея. Дочь Гуннара Хазелиуса, внучка Артура Хазелиуса, - историк костюма и текстиля в Музее северных стран Гуннель Хазелиус-Берг (1905-1997). Её муж, профессор Йоста Берг (1903-1993), занимал пост директора Северного музея и Скансена с 1956 по 1963 год и управляющего директора Фонда Скансена с 1964 года.